# Rosenbergia ehrmanae
Rosenbergia ehrmanae är en skalbaggsart som beskrevs av Rigout 1983. Rosenbergia ehrmanae ingår i släktet Rosenbergia och familjen långhorningar. Inga underarter finns listade i Catalogue of Life.